# エア・サプライ

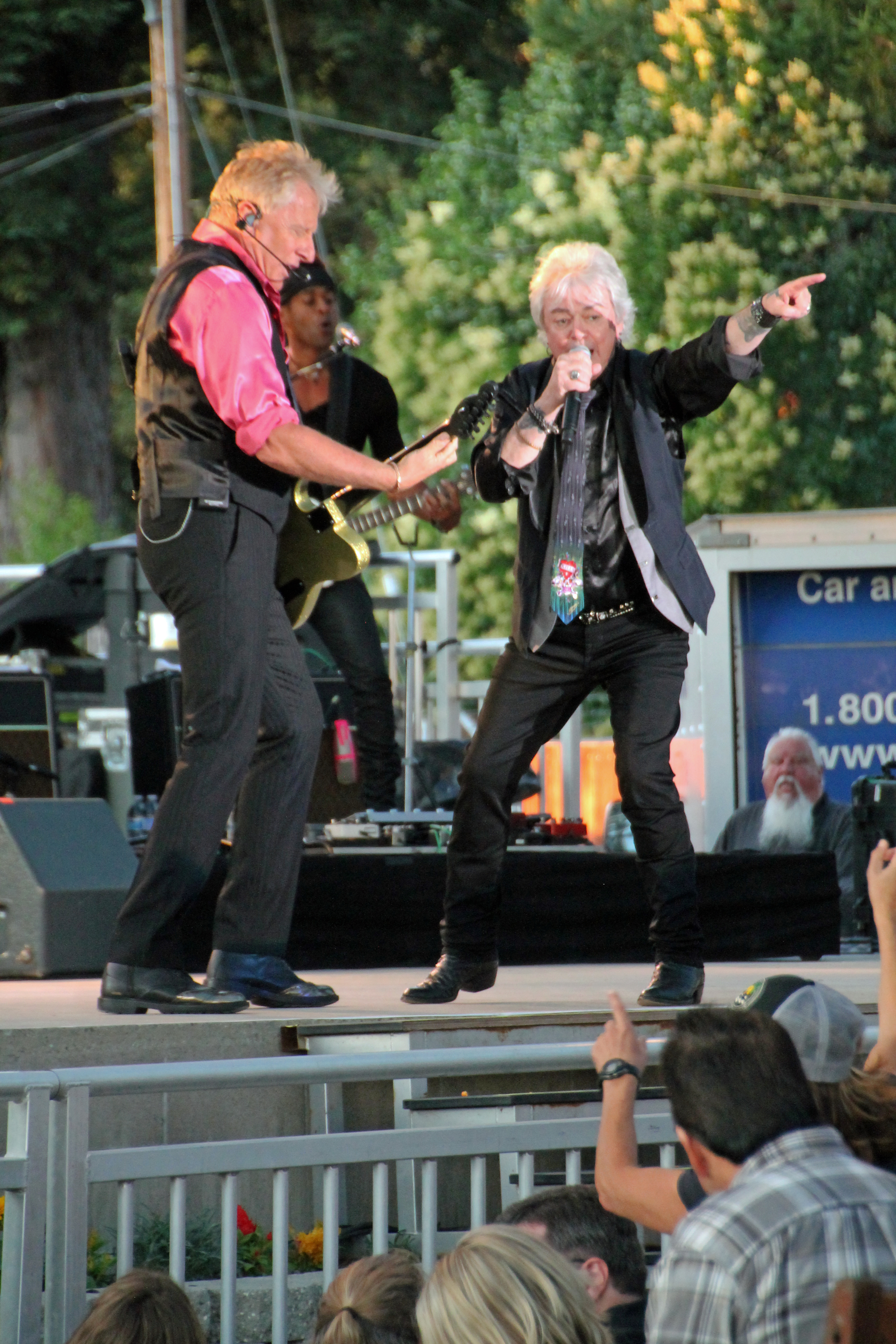
エア・サプライ（2015年）

エア・サプライ（Air Supply）は、オーストラリア のポップデュオ。1980年代に多くの全米ヒットを放った。

## 来歴
アメリカで知られるようになったのは1980年代からだが、それ以前の1977年には早くもオーストラリアでヒットを放っている。オーストラリアで何曲かのヒットを出した後、世界進出に乗り出した。1980年に「ロスト・イン・ラブ」が大ヒット。その後も「シーサイド・ラブ」（原題：The One That You Love）、「さよならロンリー・ラブ」（原題：Even the Nights Are Better）、「渚の誓い」（原題：Making Love Out of Nothing at All）といったヒット曲を連発した。日本でも1980年代前半に、夏のイメージでヒットを放った。1980年代半ば以降は人気が下降していった。
日本での彼らのキャッチコピーは「ペパーミント・サウンド」と呼ばれた。

## 略歴
- 1976年　オーストラリア メルボルンにて結成。
- 1988年　活動を中止する
- 1991年　ラッセルとヒッチコックの二人で再結成。

## メンバー

### 現在のメンバー
- グラハム・ラッセル（Graham Russell、1950年6月11日 - ） - ギター、ピアノ、ボーカル(1975年 - )
- ラッセル・ヒッチコック（Russell Hitchcock、1949年6月15日 - ） - ボーカル、パーカッション(1975年 - )

### サポートメンバー
- アーロン・マクレイン（Aaron McLain） - ギター（2011年 - ）
- ミルコ・テサンドリ（Mirko Tessandori） - キーボード(2016年 - ）
- ダグ・ギルド（Doug Gild）- ベース(2017年 - ）
- パベル・ヴァルドマン（Pavel Valdman） - ドラム(2020年 - ）

### 旧メンバー（サポート・メンバー含む）
- クリッシー・ハモンド（Chrissie Hammond、1955年11月25日 - ） - ボーカル(1975年)
- ジェレミー・ポール（Jeremy Paul） - ベース、ボーカル(1975年 - 1977年)
- マーク・マッケンティー（Mark McEntee、1961年7月16日 - ） - ギター(1976年)
- ジェフ・ブラウン（Jeff Browne） - ドラム(1976年)
- エイドリアン・スコット（Adrian Scott） - キーボード(1976年 - 1977年)
- ブレントン・ホワイト（Brenton White） - ギター(1977年)
- ロビン・ル・ムシュリエ（Robin LeMesurier、1953年3月22日 - 2022年12月22日） - ギター(1977年)
- ハワード・スキモト（Howard Sukimoto） - ベース(1977年)
- レックス・ゴー（Rex Goh、1951年5月5日 - ） - ギター(1977年、1981年 - 1983年、1997年)
- ナイジェル・マカラ（Nigel Macara） - ドラムス(1977年 - 1978年)
- ケン・フランシス（Ken Francis） - ギター(1978年)
- ティム・ゲイズ（Tim Gaze、1953年8月8日 - ） - ギター(1978年)
- ビル・パット（Bill Putt、1947年3月28日 - 2013年8月7日） - ベース(1978年)
- リック・メリック（Rick Mellick） - キーボード(1978年)
- ブライアン・ハミルトン（Brian Hamilton） - ベース、ボーカル(1978年 - 1979年)
- デイヴィッド・モイーズ（David Moyse） - ギター(1978–1983)
- ラルフ・クーパー（Ralph Cooper） - ドラム(1978年 - 1983年、1983年 - 1988年、1991年 - 1993年)
- ジェイミー・ロジャース（Jamie Rogers） - ベース(1979年)
- クリストン・バーカー（Criston Barker） - ベース(1979年 - 1980年)
- デヴィッド・グリーン（David Green） - ベース(1980年 - 1983年)
- フランク・エスラー＝スミス（Frank Esler-Smith、1948年6月5日 - 1991年3月1日） - キーボード(1981年 - 1983年、1983年 - 1986年）
- ケン・ラリック（Ken Rarick） - キーボード(1983年 - 1986年)
- ドン・クロムウェル（Don Cromwell） - ベース(1983年 - 1987年)
- ウォーリー・ストッカー（Wally Stocker、1953年3月27日 - ） - ギター(1985年 - 1986年)
- ティム・ゴッドウィン（Tim Godwin) - ギター（1986年 - 1987年）
- ロビン・スウェンセン（Robin Swensen） - キーボード（1986年 - 1988年）
- グレッグ・ヒルフマン（Greg Hilfman） - キーボード（1986年 - 1988年）
- ジミー・ホーン（Jimmy Haun） - ギター(1987年 - 1993年、2001年)
- ラリー・アントニーノ（Larry Antonino） - ベース(1988年 - 1994年、1997年、2000年 - 2001年)
- デイヴィッド・ヤング（David Young） - キーボード(1988年 - 1993年)
- マイケル・シャーウッド（Michael Sherwood、1959年10月27日 - 2019年11月5日） - キーボード(1988年 - 1994年、1997年）
- ガイ・アリソン（Guy Allison、1959年4月23日 - ） - キーボード、ボーカル(1990年 - 1995年、1997年)
- クリフ・レーリッグ（Cliff Rehrig） - ベース (1992年 - 2000年)
- マイケル・トンプソン（Michael Thompson） - (1992年 - 1994年)
- マーク・ウィリアムズ（Mark Williams） - ドラム(1992年 - 2002年)
- ハンス・ツェルミューレン（Hans Zermuehlen） - キーボード(1993年 - 1994年)
- ビリー・シャーウッド（Billy Sherwood、1965年3月14日 - ） - ベース、ボーカル(1993年 - 1994年)
- ジェッド・モス（Jed Moss） - キーボード(1995年 - 2009年)
- クリストファー・ペラーニ（Christopher Pellani） - パーカッション(1997年、1999年)
- ジョニー・ライトフット（Jonni Lightfoot） - ベース(2001年 - 2016年)
- マイク・ザーベ（Mike Zerbe） - ドラム(2002年 - 2011年)
- アミール・エフラット（Amir Efrat） - キーボード(2009年 - 2016年)
- クリスチャン・ネスミス（Christian Nesmith、1965年1月31日 - ） - ギター(2010年 - 2011年)
- CJ・バートン（CJ Burton） - ドラムス(2009年 - 2013年)
- ティキ・パシラス（Tiki Pasillas） - ドラムス(2012年 - 2014年)
- アヴィヴ・コーエン（Aviv Cohen） - ドラム(2014年 - 2020年)
- デレク・フランク（Derek Frank） - ベース(2016年 - 2017年)
- ジョーイ・カルボーン（Joey Carbone（w:Joey Carbone）） - キーボード（活動時期不明）
- ジョージ・テリー（George Terry（w:George Terry）） - ギター（活動時期不明）
- ジョーイ・マーシア（Joey Murcia） - ギター（活動時期不明）
- ジョージ・ビッツァー（George Bitzer） - キーボード（活動時期不明）
- ハロルド・コワート（Harold Cowart） - ベース（活動時期不明）
- ディック・スミス（Dick Smith） - ギター（活動時期不明）

## ディスコグラフィ

### スタジオ・アルバム
- 『ストレンジャーズ・イン・ラヴ』 - Air Supply（1976年）
- 『パシフィック・ラヴ』 - The Whole Thing's Started（1977年）
- 『スピリッツ・オブ・ラヴ』 - Love & Other Bruises（1977年）
- 『スーパーナチュラル』 - Life Support（1979年）
- 『ロスト・イン・ラヴ』 - Lost in Love（1980年）
- 『シーサイド・ラヴ』 - The One That You Love（1981年）
- 『ナウ・アンド・フォーエヴァー』 - Now and Forever（1982年）※日本のオリコン洋楽アルバムチャートで1982年6月28日付から5週連続1位[3]
- 『潮風のラヴ・コール』 - Air Supply（1985年）
- 『ロンリー・イズ・ザ・ナイト』 - Hearts in Motion（1986年）
- 『エア・サプライのクリスマス』 - The Christmas Album（1987年）
- 『ジ・アース・イズ…』 - The Earth Is ...（1991年）
- 『ヴァニシング・レース』 - The Vanishing Race（1993年）
- 『ニュース・フロム・ノーホェア』 - News from Nowhere（1995年）
- 『ザ・ブック・オブ・ラヴ』 - The Book of Love（1997年）
- 『ユアーズ・トゥルーリー』 - Yours Truly（2001年）
- 『アクロス・ザ・コンクリート・スカイ』 - Across the Concrete Sky（2003年）
- Mumbo Jumbo（2010年）

### ライブ・アルバム
- 『ナウ・アンド・フォーエヴァー〜グレイテスト・ヒッツ・ライヴ』 - Greatest Hits Live ... Now and Forever（1995年）
- All Out of Love Live（2005年）
- Air Supply - Live in Hong Kong（2014年）

### コンピレーション・アルバム
- 『ダブル・プラチナム』 - Lost In Love / The One That You Love（1981年）
- 『グレイテスト・ヒッツ』 - Greatest Hits（1983年）
- Making Love ... The Very Best of Air Supply（1983年）
- 『エア・サプライ・ストーリーVol.1〜ロスト・イン・ラヴ』 - The Air Supply Story Vol.1（1984年）
- 『エア・サプライ・ストーリーVol.2〜渚の誓い』 - The Air Supply Story Vol.2（1984年）
- 『ベスト・オブ・エア・サプライ〜イッツ・ノット・トゥー・レイト』 - It's Not Too Late - The Best Of Air Supply（1987年）
- Air Supply Collection（1992年）
- 『グレイテスト・ヒッツ』 - The Definitive Collection（1999年）
- 『パーフェクト・コレクション』 - The Ultimate Collection（2000年）
- Sweet Dreams: The Encore Collection（2001年）
- 『ベスト・オブ・エア・サプライ』 - The Best Of Air Supply（2002年）
- Ultimate Air Supply（2003年）
- 『フォーエヴァー・ラヴ〜ヒストリー・オブ・エア・サプライ 1980-2001』 - Forever Love: 36 Greatest Hits（2003年）
- Platinum and Gold Collection（2004年）
- Love Songs（2005年）
- 『ザ・シンガー・アンド・ザ・ソング』 - The Singer and the Song（2005年）
- 『はじめてベスト』 - Collections（2006年）
- 『ザ・ベスト・オブ・エア・サプライ〜30thアニヴァーサリー・コレクション』 - The Best Of Air Supply (30th Anniversary Collection)（2007年）
- Free Love（2009年）
- 『ベスト・オブ・バラード』 - The Best of Ballads（2010年）
- 『プレイリスト:ヴェリー・ベスト・オブ・エア・サプライ』 - Playlist: The Very Best of Air Supply（2010年）
- The Ultimate Collection（2012年）
- Silver Collection（2012年）
- 『デフィニティブ・コレクション (コロムビア&アリスタ・イヤーズ)』 - The Columbia & Arista Years : The Definitive Collection（2016年）
- 『ジャパニーズ・シングル・コレクション-グレイテスト・ヒッツ-』 - Japanese Singles Collection-Greatest Hits-（2021年）

### シングル
| 発売日        | 規格品番 | 面 | タイトル                                                      | 備考                                              |
| ------------- | -------- | -- | ------------------------------------------------------------- | ------------------------------------------------- |
| 1980年3月1日  | 6RS-62   | A  | Lost In Love ロスト・イン・ラブ                               |                                                   |
| 1980年3月1日  | 6RS-62   | B  | Don't Want To Lose You                                        |                                                   |
| 1980年2月1日  | 7RS-1    | A  | All Out Of Love オール・アウト・オブ・ラブ                    | 来日記念シングル                                  |
| 1980年2月1日  | 7RS-1    | B  | Got Your Love                                                 |                                                   |
| 1980年        | 7RS-9    | A  | Every Woman In The World ときめきの愛を                       |                                                   |
| 1980年        | 7RS-9    | B  | Having You Near Me                                            |                                                   |
| 1981年4月30日 | 7RS-23   | A  | The One That You Love シーサイド・ラブ                        |                                                   |
| 1981年4月30日 | 7RS-23   | B  | I Want To Give It All ギブ・イッツ・オール                    |                                                   |
| 1981年7月1日  | 7RS-30   | A  | I'll Never Get Enough Of You あなたのいない朝                 | TBS系テレビドラマ『いつか黄昏の街で』主題歌       |
| 1981年7月1日  | 7RS-30   | B  | Tonite 僕のメモリアル・ソング                                 |                                                   |
| 1982年12月1日 | 7RS-38   | A  | Sweet Dreams                                                  |                                                   |
| 1982年12月1日 | 7RS-38   | B  | Got Your Love                                                 |                                                   |
| 1982年6月1日  | 7RS-41   | A  | Even The Nights Are Better さよならロンリー・ラブ             |                                                   |
| 1982年6月1日  | 7RS-41   | B  | Just Another Woman                                            |                                                   |
| 1983年        | 7RS-57   | A  | One Step Closer ワン・ステップ・クローサー                    | 日本航空ハワイ・キャンペーン イメージ・ソング     |
| 1983年        | 7RS-57   | B  | Come What May ラブ・ビリーバー                                |                                                   |
| 1983年7月1日  | 7RS-67   | A  | Two Less Lonely People In The World 夜明けのふたり            |                                                   |
| 1983年7月1日  | 7RS-67   | B  | What Kind Of Girl あの娘はどんな娘                            |                                                   |
| 1983年11月1日 | 7RS-77   | A  | Making Love Out Of Nothing At All 渚の誓い                    | TBS系テレビドラマ『さよならを教えて』テーマソング |
| 1983年11月1日 | 7RS-77   | B  | Late Again (Live ver.) レイト・アゲイン（ライヴ・バージョン） |                                                   |
| 1984年        | 7RS-109  | A  | I Can Wait Forever アイ・キャン・ウェイト・フォエヴァー       | 映画『ゴーストバスターズ』挿入歌                  |
| 1984年        | 7RS-109  | B  | Young Love                                                    |                                                   |
| 1985年        | 7RS-122  | A  | Just As I Am 潮風のラブコール                                 |                                                   |
| 1985年        | 7RS-122  | B  | Crazy Love                                                    |                                                   |
| 1985年        | 7RS-128  | A  | The Power Of Love (You Are My lady) パワー・オブ・ラブ        | 来日記念シングル                                  |
| 1985年        | 7RS-128  | B  | Sunset 想い出のサンセット                                     |                                                   |
| 1986年        | 7RS-140  | A  | Lonely Is The Night ロンリー・イズ・ザ・ナイト                |                                                   |
| 1986年        | 7RS-140  | B  | I'd Die For You                                               |                                                   |
| 1986年        | 7RS-149  | A  | It's Not Too Late イッツ・ノット・トゥー・レイト              | サンキストCFソング                                |
| 1986年        | 7RS-149  | B  | Heart&Soul                                                    |                                                   |

## 日本公演
- 1984年

5月5日 神奈川県立県民ホール、7日 福岡サンパレス、8日、9日 フェスティバルホール、10日 静岡市民文化会館、11日、13日 名古屋市民会館、14日、15日 日本武道館、17日 長野県民文化会館、18日 新潟県民会館

2002年3月2日　東京国際フォーラム（クリストファー・クロスとの2部構成）

以後2–3年毎にビルボードライブを中心に来日公演。